# یواس‌اس سورپرایز (۱۸۱۵)
یواس‌اس سورپرایز (۱۸۱۵) (به انگلیسی: USS Surprise (1815)) یک کشتی بود.